# Los comuneros (Luis López Álvarez)
Los comuneros es un romance escrito por el autor berciano Luis López Álvarez y publicado, por primera vez, en 1972. Es un poema histórico en el que se narra la Guerra de las Comunidades de Castilla.

## Estructura del contenido
El contenido del poema está dividido en un prólogo, las seis partes centrales y un epílogo.

### Prólogo
Se describe la coronación de Carlos I en la ciudad de Valladolid, en la cual jura los fueros del reino y reconoce como reina de Castilla a su madre Juana, aceptando el mayor valor del trono de su progenitora. Además, las Cortes le hacen conocedor del malestar del pueblo por la presencia de la corte flamenca que acompañaba a Carlos desde su llegada. Carlos acata el juramento pedido.

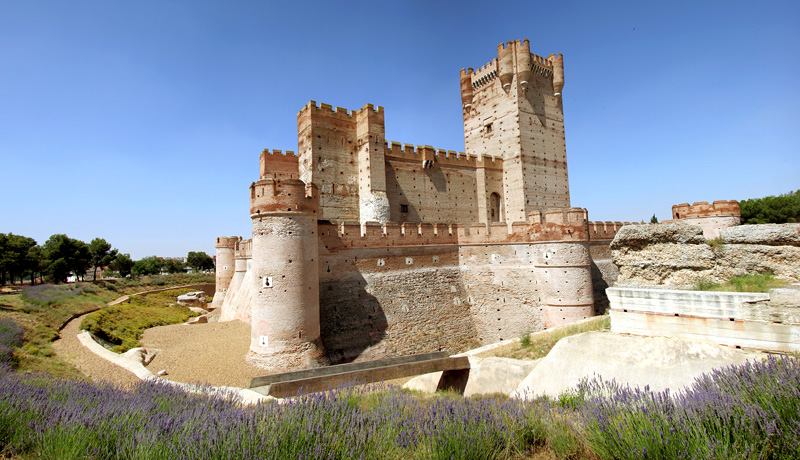
Castillo de la Mota de Medina del Campo.

### Primera parte
Al inicio, describe la dificultad que tiene el flamenco para ser aceptado como rey en las distintas partes de la Corona de Aragón y el rechazo que recibe a su vuelta a las tierras castellanas. Su elección como emperador del Sacro Imperio obliga a Carlos a convocar Cortes en Compostela para obtener una financiación que le será negada. Como respuesta, convocará de nuevo cortes en La Coruña, consiguiendo, por fin, que se apruebe su solicitud mediante el soborno. Los toledanos, al enterarse de la traición de su procurador, expulsan al corregidor y forman una comunidad, de la cual se erige como líder Juan de Padilla. Carlos partirá, dejando como Regente al Cardenal Adriano.
Asimismo, el pueblo segoviano, con Juan Bravo a la cabeza, ajustician a los alguaciles y al procurador. La rebelión se extiende a otras ciudades de la Corona de Castilla y Adriano ordena el sitio de Segovia; sitio que será levantado con la ayuda de los ejércitos comuneros de otras ciudades. En busca de una represalia, Adriano ordena utilizar la artillera de la ciudad vallisoletana de Medina del Campo contra Segovia, a lo que se niegan los medinenses. El enfrentamiento entre estos y los soldados del Cardenal provocarán un incendio en la ciudad, que provocará la unión a la insurrección de nuevas ciudades.

### Segunda parte
Se forma una junta revolucionara en Ávila que da el mando del ejército comunero a Juan de Padilla. Los capitanes visitarán Medina del Campo y continúan su camino. Les llamarán desde Tordesillas, a donde acudirán siendo recibidos como héroes por el pueblo. Hablarán con la reina, que otorgará el mando de su ejército a Padilla y convierte a la junta en su nuevo gobierno, trasladándose la sede a la ciudad vallisoletana y formándose con representantes de las distintas ciudades y que buscará extender el ideario comunero. Padilla se marchará a Toledo y la Junta tomará la iniciativa de intentar negociar con Carlos, que se negará a recibir a los enviados comuneros. Los castellanos aumentaran, entonces, sus esfuerzos en la guerra. Simultáneamente estalla la "Rebelión de las Germanías" en el Reino de Valencia. Adriano informa al monarca de la situación, que decide aliarse con la nobleza local frente al pueblo llano.

### Tercera parte
Empiezan a darse posturas enfrentadas en el bando comunero, entre los partidarios de la guerra y los de la tregua. Pedro Girón recibirá el mando de las tropas y Padilla y su mujer, María de Pacheco, serán tentados con una amnistía del rey que rechazarán enérgicamente. Girón traiciona al pueblo, llevándose las tropas de Tordesillas a Villalpando dejando la ciudad descubierta. El Obispo Acuña acudirá a defender la ciudad del ataque de los imperiales, no pudiendo evitar la caída de esta en sus manos y descubriéndose, así, la traición. Acuña se lleva a Valladolid a todas sus tropas y ordena que la junta se reúna de nuevo en la Iglesia de San Pablo, donde fue coronado Carlos I. Se juntarán con las tropas de Padilla, que acudirá a buscarles y juntos continuaran hasta Burgos, donde no pueden permanecer el tiempo que se les pide para que la ciudad pase a su bando so riesgo de perder Valladolid, ciudad a la que acudirán para guerrear, posteriormente, por los pueblos vecinos.
Tras la traición de Girón, Lasso es nombrado nuevo dirigente de las tropas, lo que provocará el enfado del pueblo que ve en Padilla a su auténtico líder y exigen su nombramiento como tal, a pesar de la negativa del propio Padilla y de Acuña, que defienden la decisión de la junta. Carlos I firmará el Edicto de Worms en 1520, condenando a 249 comuneros, lo cual se notificará en Burgos, en febrero de 1521. La información llegará a Valladolid, provocando la ira de la ciudad. Ese mismo mes, Padilla atacará Torrelobatón con tal éxito que el pueblo se volcará con la causa comunera.

### Cuarta parte
Las fuerzas imperiales se concentrarán en Medina del Campo por lo que los comuneros harán una campaña por la zona. Pronto les llegará la condena a sus acciones del Papa, que apoya a Carlos I. Acuña desoirá la opinión de su superior y tomará Magaz y, tras pasar por Frómista, irá hacia Madrid. Después ira a El Romeral, donde vencerá a Antonio de Zúñiga. Tras permanecer un tiempo en Ocaña irá a Toledo donde el pueblo le querrá nombrar arzobispo. Mientras, la Junta, sita, ahora, en Valladolid, se divide entre los partidarios de la guerra y los de la negociación. Se sitúa de nuevo la acción en Toledo, donde el pueblo obliga a sus canónigos a nombrar arzobispo a Antonio de Acuña.
Los imperiales, por su parte, atacarán Mora, que a duras penas conseguirá resistir. Cuando la batalla está definitivamente perdida, los supervivientes se refugiarán en la iglesia de la localidad. Los reales la incendiarán, quemándoles vivos. Acuña, al enterarse, buscará venganza pero los reales consiguen huir.

### Quinta parte

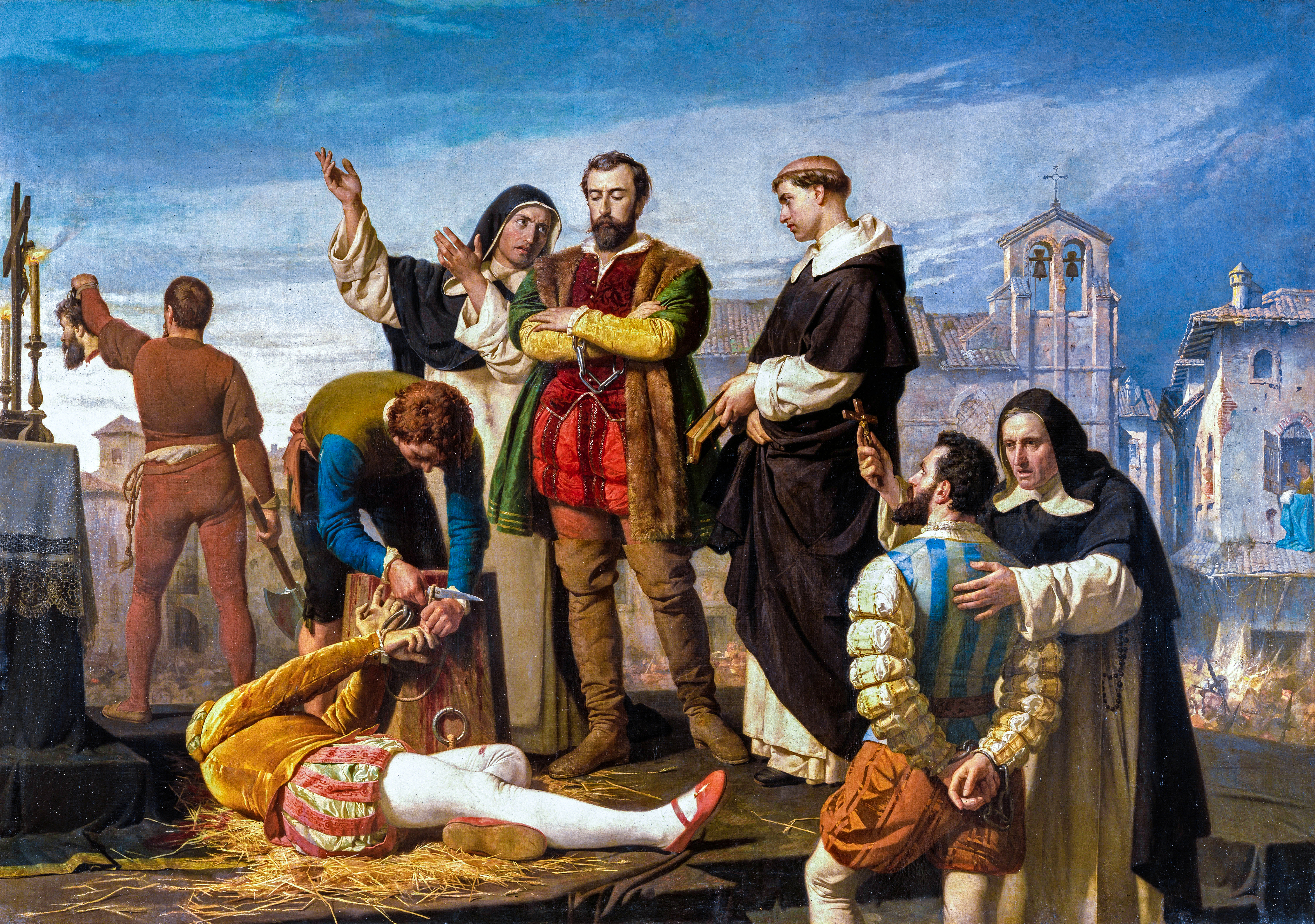
Ejecución de los comuneros de Castilla en Villalar el 24 de abril de 1521, visto por Antonio Gisbert, año 1860.

Lasso y sus tropas traicionan a los comuneros. Los imperiales se posicionan para atacar al ejército de Padilla, que decidirá replegar sus tropas hacia Toro. Al enterarse los reales que los comuneros se marchan, les persiguen y Padilla tomará la decisión de prestar batalla, eligiendo Vega de Valdetronco para ello pero, con la poca fortuna, de que le toca esperar hasta Villalar para hacerlo. Llegados a dicho pueblo, comenzará la batalla, en la que poco a poco irán cayendo apresados los líderes de la rebelión, así como muertos sus soldados. Esa misma noche, los nobles condenarán a muerte a Padilla y a Bravo y a cadena perpetua a Francisco Maldonado; salvándose de la condena Maldonado Pimentel por la intecesión del conde de Benavente. Las tropas exigirán la muerte de Francisco, lo que aceptarán los nobles.
Padilla redactará una carta dirigida a su mujer y otra, a Toledo. Al día siguiente, los dos reos (Padilla y Bravo), precedidos por un pregonero, serán trasladados y, posteriormente, ejecutados por decapitación. El autor redacta unos últimos versos en los que maldice a todos aquellos que decidieron darles muerte.

### Sexta parte
La noticia de la muerte de Padilla llegará, por fin, a oídos de su mujer. Dándola por falsa, reforzará la defensa de Toledo. Cuando María reciba la última carta de su marido, se sentirá hundida mas, al día siguiente, decidirá continuar con la lucha. Acuña le ayudará a defender Toledo, la única ciudad que resiste ya en Castilla (al igual que, en el conflicto de las Germanías, sólo se mantenía rebelde Alcira). Los traidores de Padilla acudirán a Toledo creyendo que el pueblo no sabe de la traición pero, a la puerta del Alcázar, la muchedumbre los ajusticiará. Acuña abandonará Toledo pero María seguirá defendiéndola seis meses más.
Menos de un año después de la Batalla de Villalar, Carlos I presiona para que Adriano de Utrecht sea elegido nuevo papa. En la celebración de su elección en Toledo, un muchacho será apresado y condenado por contestar con gritos comuneros el clamor de los canónigos. María y sus tropas tratan de rescatarlo. Ante el aumento de presión de las tropas imperiales en la ciudad, María huirá a Portugal. Carlos I la condenará a muerte.

### Epílogo
Los presos comuneros comenzarán a ser asesinados. Acuña, que como clérigo no podía ser condenado a muerte, vive recluido en el castillo de Simancas, de donde huirá asesinando al alcaide pero volverá a ser detenido por la guardia. Carlos I le condenará a muerte.
Los últimos versos, enfocados como una elegía, en la cual se lamenta la derrota de Castilla y su posterior decadencia debido a la incompetencia de sus autoridades y a ausencia de un auténtico líder que la guíe. Además, deja en el aire una futura rebelión, avisando de ello utilizando como símbolos la yesca y el pedernal, que representan, respectivamente, el tiempo y la dureza de las circunstancias. Además, los dos últimos versos del poema, es un alegato al pueblo castellano, un mensaje de esperanza: no todo está perdido.

## Motivaciones del autor

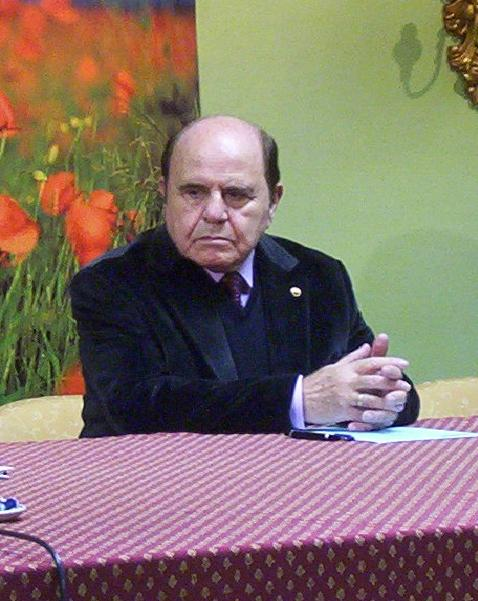
Luis López Álvarez en Valladolid, durante la entrega del premio Castellano Ejemplar 2006, por parte del partido Tierra Comunera.

En el prólogo a la edición de 2011, el propio autor reconoce que el oscurantismo reinante respecto a uno de los conflictos más importantes de la historia de Castilla fue una de sus grandes motivaciones para dar a conocer este tema. Critica a los conservadores que mostraron la Guerra de las Comunidades como un delito de lesa majestad, a los liberales que optaron por no analizarlo, a los republicanos por no reivindicarlo a causa de su anticlericalismo, (López Álvarez considera que se niegan a aceptar que en una revolución participen clérigos, como hizo el Obispo Acuña) y a los escritores que, durante el franquismo, restaron importancia a un hito histórico. 
Además, Luis López señala que al observar en su mundo contemporáneo la pobreza indigna de Castilla, se sintió con la obligación de ayudar a su liberación. Es por ello por lo que su objetivo principal se convirtió en dar a conocer al pueblo su historia, no menos cierta por oculta. Posteriormente, asegura el poeta berciano, se fue identificando con los personajes de la causa comunera.

## Proceso de escritura
En el mismo prólogo antes mencionado, López Álvarez señala que, a principios de los años 60, comenzó a apuntar datos sobre sus visitas a los lugares del conflicto y que en 1968 ya dedicó versos a la causa comunera, en los sonetos "Segovia", "Tordesillas" y "Monorrimo". Fecha en el 27 de marzo de 1967 los primeros versos del romance y declara que todo el poema fue escrito por "grandes tramos". Para ello, se pasaba varios días encerrado en casa, volcado en la escritura. La versión definitiva del poema fue entregada para su publicación un 28 de mayo de 1971, cuatro años después de empezar a escribirlo.

## Canto de Esperanza
El Canto de esperanza es, para algún movimiento castellanista, el himno de Castilla. Es una canción cuya letra está formada por parte de los versos finales de la quinta parte y los versos finales del epílogo. Fue musicada en 1976 por el Nuevo Mester de Juglaría, realizándose versiones posteriores, con distintos estilos musicales, por grupos como los segovianos Lujuria o los vallisoletanos Imperativo Legal. 
Es costumbre cantar el Canto de esperanza en las fiestas celebradas cada 23 de abril, en especial en la de Villalar de los Comuneros, como reivindicación del castellanismo.
- Datos: Q5980725